# 澤中山站
澤中山站（日语：／ Sawanakayama eki */?）是隸屬於富山地方鐵道立山線的鐵路車站，位於富山縣中新川郡立山町。車站編號為T50。本站只停靠普通列車，且全部直通至本線的電鐵富山站。
本站的所在地為大字岩峅寺的其中一小塊飛地，四周均被其他大字所包圍。本站亦主要服務中山地區的居民為主，然而車站附近的民居較為分散，因此每日平均使用量一直都低於100人。而富山地方鐵道網站表示本站和岩峅寺站的位置都是相同。

## 車站結構
本站現時採用簡易車站模式，只在南端近出入口的月台上設置了一個以組合板及鋅板搭建、附設有座椅的有蓋候車亭。月台上其餘部份均為露天，有效長度為3輛。出入口旁邊沿月台建了一座有蓋單車停泊處。

### 月台配置
1面1線的側式月台，無法進行列車交換。雖然本站曾進行過改善工程，但至今仍只能以梯級上落，而未設有無障礙斜道。月台大致與開站時期相同，並採用圓石塊砌成月台基座，但原來長度不足以停靠最低編成的列車，所以在寺田站方向的伸延加建了以鋼架及鋼板所搭建的架空月台，約佔整個月台的一半，從而使月台能停靠3輛編成的列車。列車靠站時往立山站方向為左側上落，往電鐵富山站方向為右側上落。
| 路線    | 方向 | 目的地           | 備註 |
| ------- | ---- | ---------------- | ---- |
| ■立山線 | 上行 | 電鐵富山方向     |      |
| ■立山線 | 下行 | 岩峅寺、立山方向 |      |

## 歷史
- 1921年3月19日：立山鐵道五百石站～立山站（即現時岩峅寺站）開業[2]。
- 1931年3月20日：立山鐵道併入富山電氣鐵道內[3]。
- 1936年8月18日：五百石站～岩峅寺站改為1067毫米軌闊及電化，並與富山電氣鐵道的「寺田支線」接軌，列車開始可由本站沿寺田支線直通至富山田地方站（即現時電鐵富山站附近）。
- 2019年3月16日：增設車站編號[4]。

## 利用人數
| 乘車人員推算 | 乘車人員推算    |
| 年度         | 1日平均上落人數 |
| ------------ | --------------- |
| 1998年       | 63              |
| 1999年       | 59              |
| 2000年       | 58              |
| 2001年       | 55              |
| 2002年       | 54              |
| 2003年       | 50              |
| 2004年       | 48              |
| 2005年       | 77              |
| 2006年       | 794             |
| 2007年       | 73              |
| 2008年       | 71              |
| 2009年       | 68              |
| 2010年       | 75              |
| 2011年       | 72              |
| 2012年       | 74              |
| 2013年       | 71              |
| 2014年       | 67              |
| 2015年       | 70              |
| 2016年       | 71              |
| 2017年       | 70              |
| 2018年       | 72              |

## 相鄰車站
富山地方鐵道
■立山線
特急「立山」、「阿爾卑斯」（只限15/4至30/11）、快速急行（下行）
通過
普通
釜淵（T49）- 澤中山（T50）- 岩峅寺（T51）

## 外部連結
- 富山地方鐵道澤中山站公式網頁。 （页面存档备份，存于）（日語）